# Bouret-sur-Canche
Pour les articles homonymes, voir Bouret et Canche.
Bouret-sur-Canche est une commune française située dans le département du Pas-de-Calais en région Hauts-de-France. Ses habitants sont appelés les Bourétiens. Sa population est de 245 habitants au dernier recensement de 2022. La commune est membre de la communauté de communes du Ternois.

## Géographie

### Localisation
Localisée dans le sud du département du Pas-de-Calais, sur la Méridienne verte et dans la vallée de la Canche, la commune de Bouret-sur-Canche est située, à vol d'oiseau, à 12 km au sud de la commune de Saint-Pol-sur-Ternoise et à 32 km à l'ouest de la commune d’Arras (chef-lieu d'arrondissement et préfecture du Pas-de-Calais).
Le territoire de la commune est limitrophe de ceux de cinq communes.
Les communes limitrophes sont Séricourt, Rebreuve-sur-Canche, Sibiville, Bonnières et Frévent.

### Géologie et relief
La superficie de la commune est de 4,87 km2 ; son altitude varie de 68  à   147 m.

### Hydrographie
Le territoire de la commune est situé dans le bassin Artois-Picardie.
Il est traversé par quatre cours d'eau :
- la Canche, fleuve côtier d'une longueur de 100,22 km, qui prend sa source dans la commune de Gouy-en-Ternois et se jette dans la Manche entre Étaples et Le Touquet-Paris-Plage[4] ;
- le Château de Cercamp, d'une longueur de 2,09 km, qui prend sa source dans la commune de Bouret-sur-Canche et se jette dans la Canche au niveau de la commune[5]{ ;

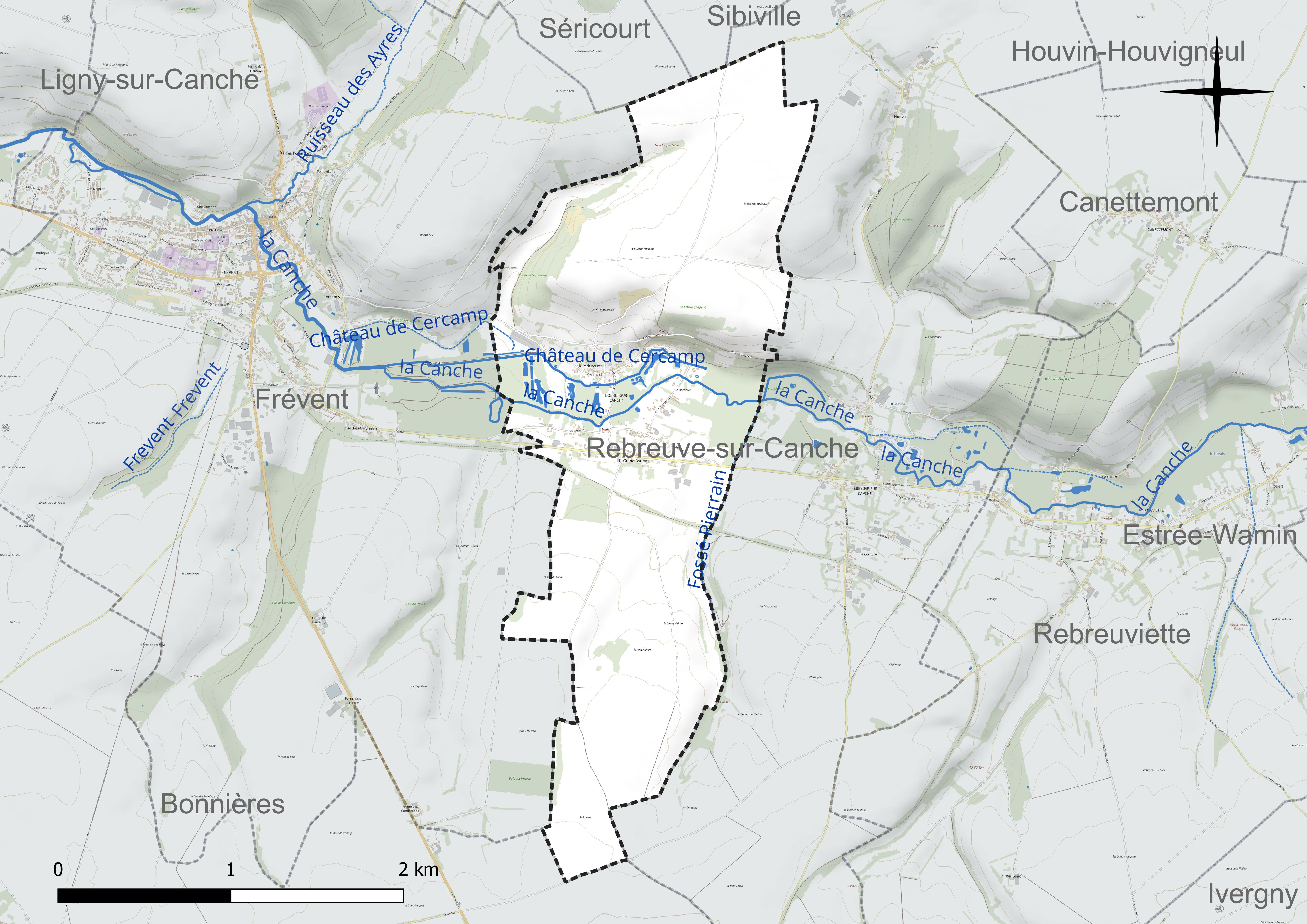
Réseau hydrographique de Bouret-sur-Canche.

- le fossé Pierrain, d'une longueur de 1,3 km qui prend sa source dans la commune et se jette dans la Canche, au niveau de la commune de Rebreuve-sur-Canche[6].
- le Château de Cercamp, d'une longueur de 1,24 km[7].

### Climat
Pour des articles plus généraux, voir Climat des Hauts-de-France et Climat du Pas-de-Calais.
En 2010, le climat de la commune est de type climat océanique dégradé des plaines du Centre et du Nord, selon une étude du CNRS s'appuyant sur une série de données couvrant la période 1971-2000. En 2020, Météo-France publie une typologie des climats de la France métropolitaine dans laquelle la commune est exposée à un climat océanique et est dans la région climatique Côtes de la Manche orientale, caractérisée par un faible ensoleillement (1 550 h/an) ; forte humidité de l’air (plus de 20 h/jour avec humidité relative > 80 % en hiver), vents forts fréquents.
Pour la période 1971-2000, la température annuelle moyenne est de 10,2 °C, avec une amplitude thermique annuelle de 13,7 °C. Le cumul annuel moyen de précipitations est de 797 mm, avec 13,2 jours de précipitations en janvier et 9,2 jours en juillet. Pour la période 1991-2020, la température moyenne annuelle observée sur la station météorologique la plus proche, située sur la commune de Humières à 16 km à vol d'oiseau, est de 10,9 °C et le cumul annuel moyen de précipitations est de 856,9 mm,. Pour l'avenir, les paramètres climatiques de la commune estimés pour 2050 selon différents scénarios d'émission de gaz à effet de serre sont consultables sur un site dédié publié par Météo-France en novembre 2022.

### Paysages
Pour un article plus général, voir Paysage en France.
La commune s'inscrit dans les « paysages du Ternois » tels qu'ils sont définis dans l'atlas de paysages de la région Nord-Pas-de-Calais, conçu par la direction régionale de l'Environnement, de l'Aménagement et du Logement (DREAL),.
Ces « paysages du Ternois », qui concernent 138 communes avec trois pôles d'attraction que sont Hesdin-la-Forêt à l'ouest, Saint-Pol-sur-Ternoise à l'est et, dans une moindre mesure, Frévent en lisière sud, sont délimités par deux cours d'eau : la Canche au sud et la Ternoise au nord. Ces paysages sont composés de plateaux, de vallées et de bocages. Les plateaux du Ternois montrent une structure tabulaire assez plane et une altitude assez régulière avec des points culminants entre 150  à   160 m.
Le territoire d'une vingtaine de kilomètres du nord au sud et d'est en ouest, est traversé par la D 939 reliant Saint-Pol-sur-Ternoise à Hesdin-la-Forêt, par la D 912 entre Saint-Pol-sur-Ternoise et Frévent et par la ligne ferroviaire de Saint-Pol-sur-Ternoise à Étaples dans la vallée de la Canche. La position excentrée, en l'absence de grands axes autoroutiers ou ferrés structurants, a permis au Ternois de conserver un caractère rural.
Au niveau de l'occupation des sols de ces « paysages du Ternois », les surfaces cultivées représentent 66,80 % de la surface totale et sont omniprésentes sur les plateaux avec majoritairement la culture de la betterave et de la pomme de terre, les prairies naturelles, permanentes 19 %, les forêts, comme la forêt d'Hesdin, et milieux semi-naturels 7,26 %, présentes dans les deux principales vallées de la Ternoise et de la Canche, les espaces artificialisés 3,22 % avec principalement les communes de Saint-Pol-sur-Ternoise, Hesdin-la-Forêt et Frévent, les espaces industriels 0,52 % et les cours d'eau et plans d'eau 0,21 %.

### Milieux naturels et biodiversité

#### Zones naturelles d'intérêt écologique, faunistique et floristique
L’inventaire des zones naturelles d'intérêt écologique, faunistique et floristique (ZNIEFF) a pour objectif de réaliser une couverture des zones les plus intéressantes sur le plan écologique, essentiellement dans la perspective d’améliorer la connaissance du patrimoine naturel national et de fournir aux différents décideurs un outil d’aide à la prise en compte de l’environnement dans l’aménagement du territoire.
Le territoire communal comprend deux ZNIEFF de type 1 : 
- la haute vallée de la Canche en amont de Conchy-sur-Canche. Cette ZNIEFF correspond à la moyenne et à la haute vallée de la Canche, de l’amont de la commune de Conchy-sur-Canche jusqu’aux sources, au niveau de Magnicourt-sur-Canche[16] ;
- la vallée du Vivier à Bouret-sur-Canche et le bois de Gargantua à Rebreuve-sur-Canche. Cette ZNIEFF s’étend sur la rive droite de la Canche et est formée, à l’Ouest d’un coteau où apparaît la craie blanche sénonienne à silex, et à l'Est, un boisement[17].

et une ZNIEFF de type 2 : la haute vallée de la Canche et ses versants en amont de Sainte-Austreberthe qui se situe dans le pays du Ternois. Elle offre un relief de coteau abrupt au Nord et des pentes douces au Sud. Le fond de vallée est constitué de pâturages et de zones de cultures. Les versants les plus pentus et inaccessibles accueillent des boisements.

Carte des ZNIEFF de type 1 et 2 sur la commune
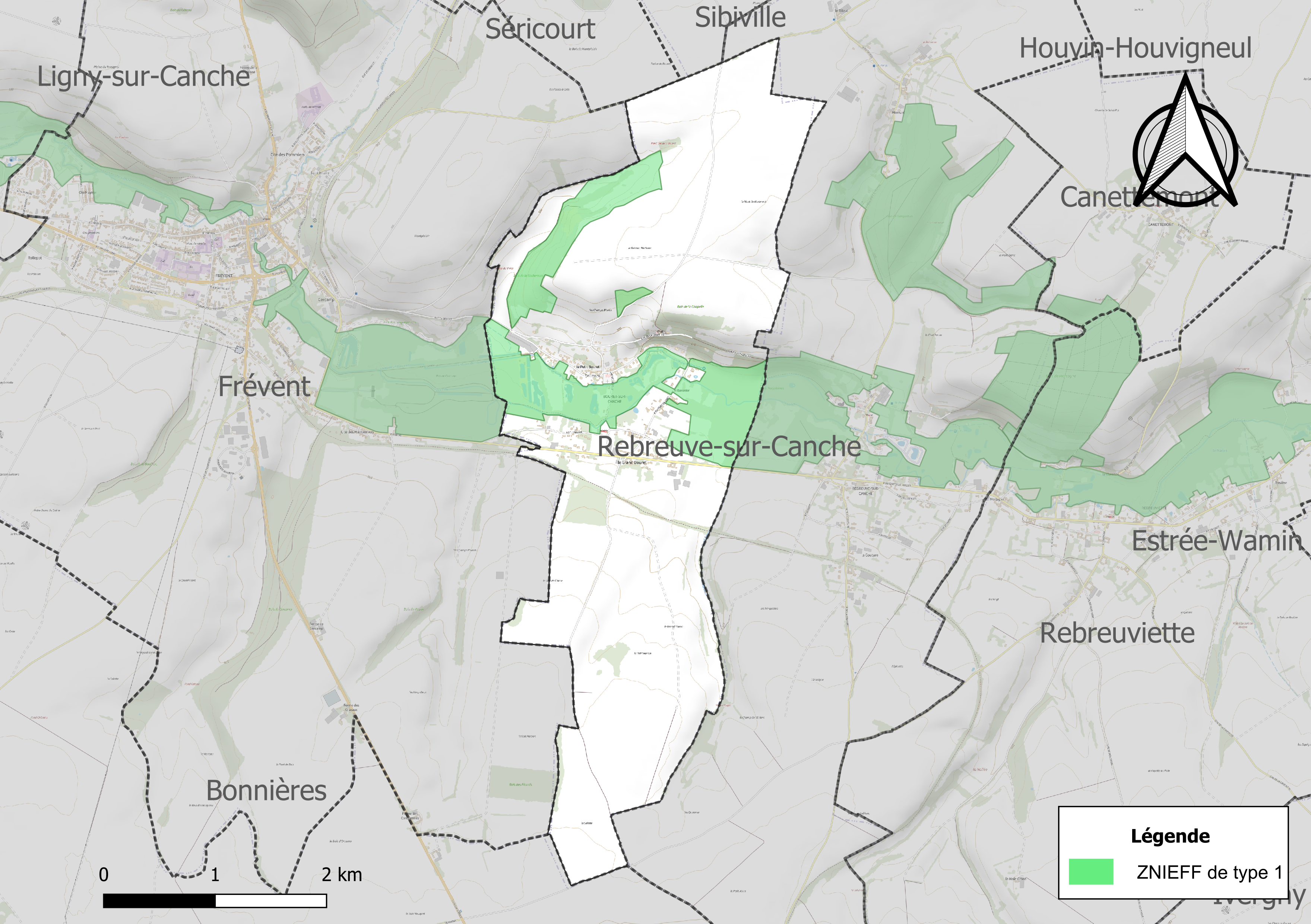
Carte des ZNIEFF de type 1 sur la commune.
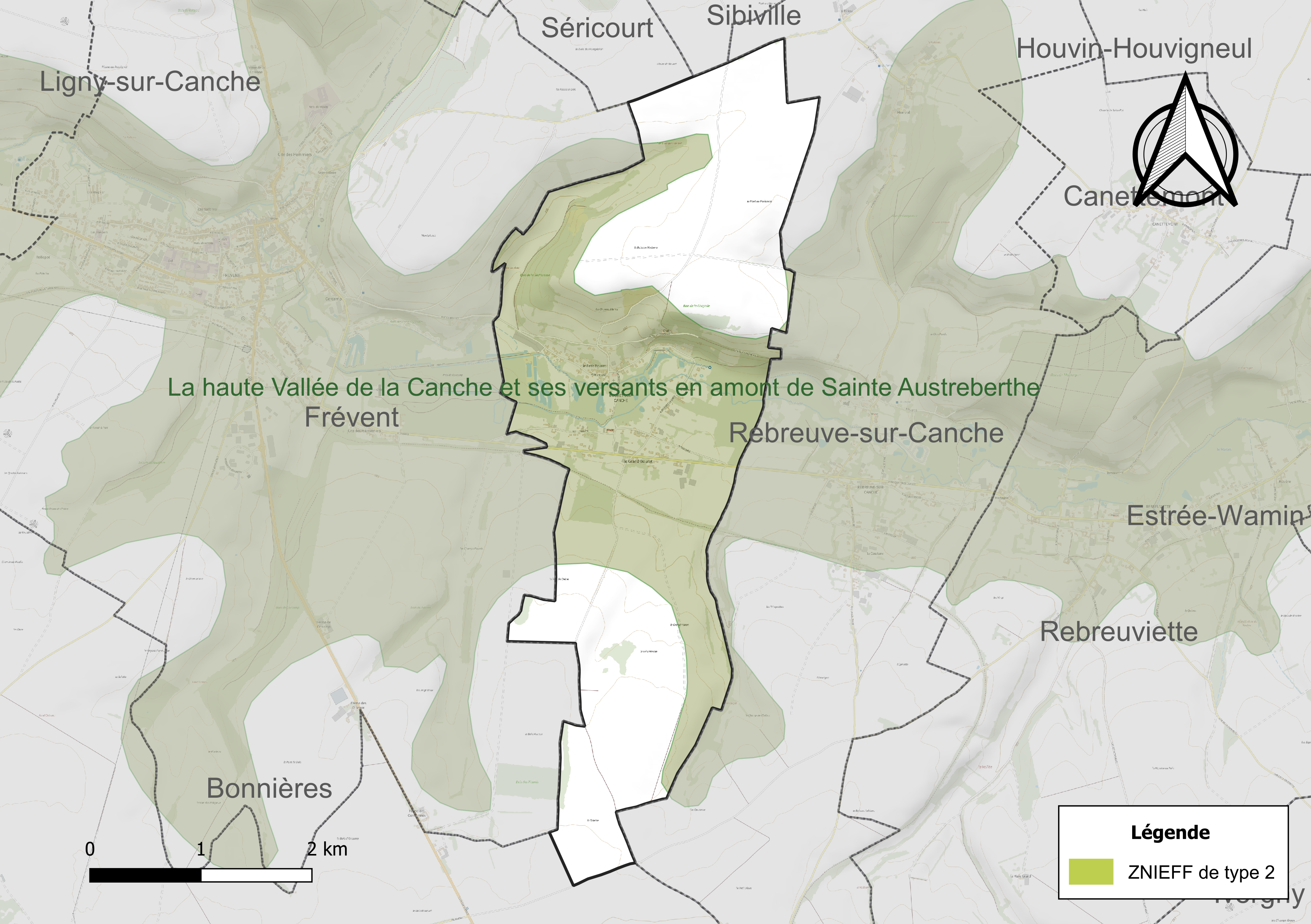
Carte de la ZNIEFF de type 2 sur la commune.

## Urbanisme

### Typologie
Au 1er janvier 2024, Bouret-sur-Canche est catégorisée commune rurale à habitat dispersé, selon la nouvelle grille communale de densité à sept niveaux définie par l'Insee en 2022.
Elle est située hors unité urbaine et hors attraction des villes,.

### Occupation des sols
L'occupation des sols de la commune, telle qu'elle ressort de la base de données européenne d’occupation biophysique des sols Corine Land Cover (CLC), est marquée par l'importance des territoires agricoles (99,3 % en 2018), une proportion identique à celle de 1990 (99,3 %). La répartition détaillée en 2018 est la suivante : 
terres arables (64,6 %), zones agricoles hétérogènes (18,7 %), prairies (16 %), forêts (0,7 %). L'évolution de l’occupation des sols de la commune et de ses infrastructures peut être observée sur les différentes représentations cartographiques du territoire : la carte de Cassini (XVIIIe siècle), la carte d'état-major (1820-1866) et les cartes ou photos aériennes de l'IGN pour la période actuelle (1950 à aujourd'hui).

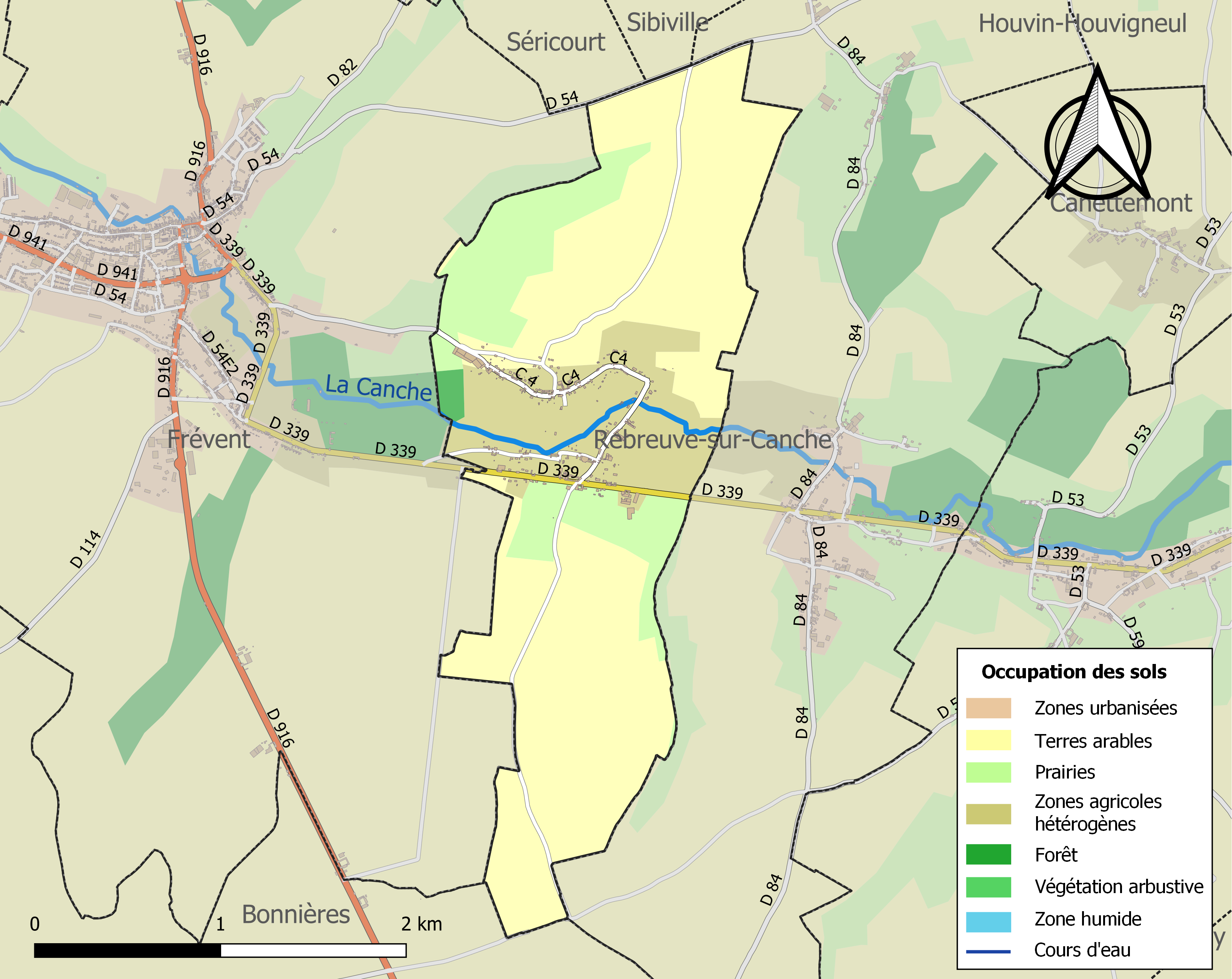
Carte des infrastructures et de l'occupation des sols de la commune en 2018 (CLC).

### Voies de communication et transports

#### Voies de communication
La commune est desservie par la route départementale D 339 reliant Arras à Frévent.

#### Transport ferroviaire
La commune était desservie, de 1895 à 1948, par la ligne de chemin de fer Lens - Frévent, une ancienne ligne de chemin de fer qui reliait les communes de Lens et de Frévent.

## Toponymie
Le nom de la localité est attesté sous les formes Borrais (1137), Bourech (1150), Borreic (1158), Borrez (1183), Borrec (1190), Borrech (1196), Bourrech sur Canche (1298), Boeuverez et Beuverech sur Canche (1375), Bourez (1720), Bourech sur Canche (1761), Petit-Bouret (XVIIIe siècle), Bouretz sur Canche (1793), Bouret-sur-Canche depuis 1801.
La Canche traverse la commune.

## Histoire
En 1774 le village de Bourrez, situé à un quart de lieu de l'abbaye de Cercamps, dépendait du diocèse d'Arras, conseil souverain et provincial d'Artois, Parlement de Paris, Intendance de lille, bailliage et recettes de  Saint-Pol-sur-Ternoise. Le village comptait deux feux et 117 personnes.

## Politique et administration

### Découpage territorial
La commune se trouve dans l'arrondissement de Saint-Pol de 1801 à 1926, puis, depuis 1926, dans l'arrondissement d'Arras du département du Pas-de-Calais.

#### Commune et intercommunalités
La commune faisait partie de la petite communauté de communes de la région de Frévent, créée fin 1998.
Dans le cadre des dispositions de la loi portant nouvelle organisation territoriale de la République (Loi NOTRe) du 7 août 2015, qui prévoit que les établissements publics de coopération intercommunale (EPCI) à fiscalité propre doivent avoir un minimum de 15 000 habitants, le préfet du Pas-de-Calais a publié le 12 octobre 2015 un projet de schéma départemental de coopération intercommunale qui prévoyait diverses fusion d'intercommunalité.
À l'initiative des intercommunalités concernées, la Commission départementale de coopération intercommunale (CDCI) adopte le 26 février 2016 un amendement à ce projet, proposant la fusion de : 

- la communauté de communes de l'Auxillois, regroupant 16 communes dont une de la Somme et 5 217 habitants ;

- la communauté de communes de la région de Frévent, regroupant 12 communes et 6 567 habitants ;

- de la communauté de communes des Vertes Collines du Saint-Polois, regroupant 58 communes et 19 585 habitants

- de la communauté de communes du Pernois, regroupant 18 communes et 7 114 habitants
Le schéma, intégrant notamment cette évolution, est approuvé par un arrêté préfectoral du 30 mars 2016, et la communauté de communes du Ternois, dont la commune est désormais membre, est créée par un arrêté préfectoral du 30 août 2016 qui a pris effet le 1er janvier 2017.

#### Circonscriptions administratives
La commune fait partie depuis 1801 du canton d'Auxi-le-Château. Dans le cadre du redécoupage cantonal de 2014 en France, la commune est intégrée au canton de Saint-Pol-sur-Ternoise.

#### Circonscriptions électorales
Pour l'élection des députés, la commune fait partie de la première circonscription du Pas-de-Calais.

### Élections municipales et communautaires

#### Liste des maires
| Période                                  | Période                      | Identité            | Étiquette | Qualité                                                                   |
| ---------------------------------------- | ---------------------------- | ------------------- | --------- | ------------------------------------------------------------------------- |
| Les données manquantes sont à compléter. |                              |                     |           |                                                                           |
| mars 2001                                | mars 2008                    | Michel Oudart       |           |                                                                           |
| mars 2008                                | En cours (au 3 février 2022) | Jean-Marie Delattre |           | Chauffeur Réélu pour le mandat 2014-2020, Réélu pour le mandat 2020-2026, |

## Équipements et services publics

### Justice, sécurité, secours et défense
La commune dépend du tribunal judiciaire d'Arras, du conseil de prud'hommes d'Arras, de la cour d'appel de Douai, du tribunal de commerce d'Arras, du tribunal administratif de Lille, de la cour administrative d'appel de Douai et du tribunal pour enfants d'Arras.

## Population et société

### Démographie
Les habitants de la commune sont appelés les Bourétiens.

#### Évolution démographique
L'évolution du nombre d'habitants est connue à travers les recensements de la population effectués dans la commune depuis 1793. Pour les communes de moins de 10 000 habitants, une enquête de recensement portant sur toute la population est réalisée tous les cinq ans, les populations de référence des années intermédiaires étant quant à elles estimées par interpolation ou extrapolation. Pour la commune, le premier recensement exhaustif entrant dans le cadre du nouveau dispositif a été réalisé en 2004.

En 2022, la commune comptait 245 habitants, en évolution de −5,77 % par rapport à 2016 (Pas-de-Calais : −0,72 %, France hors Mayotte : +2,11 %).
| 1793 | 1800 | 1806 | 1821 | 1831 | 1836 | 1841 | 1846 | 1851 |
| ---- | ---- | ---- | ---- | ---- | ---- | ---- | ---- | ---- |
| 295  | 282  | 264  | 263  | 284  | 314  | 323  | 356  | 332  |

| 1856 | 1861 | 1866 | 1872 | 1876 | 1881 | 1886 | 1891 | 1896 |
| ---- | ---- | ---- | ---- | ---- | ---- | ---- | ---- | ---- |
| 309  | 295  | 308  | 294  | 280  | 269  | 245  | 248  | 253  |

| 1901 | 1906 | 1911 | 1921 | 1926 | 1931 | 1936 | 1946 | 1954 |
| ---- | ---- | ---- | ---- | ---- | ---- | ---- | ---- | ---- |
| 240  | 241  | 224  | 220  | 204  | 211  | 187  | 202  | 228  |

| 1962 | 1968 | 1975 | 1982 | 1990 | 1999 | 2004 | 2006 | 2009 |
| ---- | ---- | ---- | ---- | ---- | ---- | ---- | ---- | ---- |
| 191  | 181  | 186  | 198  | 194  | 207  | 239  | 249  | 245  |

| 2014 | 2019 | 2022 | - | - | - | - | - | - |
| ---- | ---- | ---- | - | - | - | - | - | - |
| 256  | 248  | 245  | - | - | - | - | - | - |

#### Pyramide des âges
En 2018, le taux de personnes d'un âge inférieur à 30 ans s'élève à 27,8 %, soit en dessous de la moyenne départementale (36,7 %). À l'inverse, le taux de personnes d'âge supérieur à 60 ans est de 35,9 % la même année, alors qu'il est de 24,9 % au niveau départemental.
En 2018, la commune comptait 124 hommes pour 128 femmes, soit un taux de 50,79 % de femmes, légèrement inférieur au taux départemental (51,5 %).
Les pyramides des âges de la commune et du département s'établissent comme suit.
| Hommes | Classe d’âge | Femmes |
| ------ | ------------ | ------ |
| 0,0    | 90 ou +      | 2,4    |
| 9,8    | 75-89 ans    | 11,1   |
| 21,3   | 60-74 ans    | 27,0   |
| 21,3   | 45-59 ans    | 16,7   |
| 16,4   | 30-44 ans    | 18,3   |
| 14,8   | 15-29 ans    | 10,3   |
| 16,4   | 0-14 ans     | 14,3   |

| Hommes | Classe d’âge | Femmes |
| ------ | ------------ | ------ |
| 0,5    | 90 ou +      | 1,6    |
| 5,6    | 75-89 ans    | 8,9    |
| 16,7   | 60-74 ans    | 18,1   |
| 20,2   | 45-59 ans    | 19,2   |
| 18,9   | 30-44 ans    | 18,1   |
| 18,2   | 15-29 ans    | 16,2   |
| 19,9   | 0-14 ans     | 17,9   |

## Culture locale et patrimoine

### Lieux et monuments
- L'église Saint-Vaast.

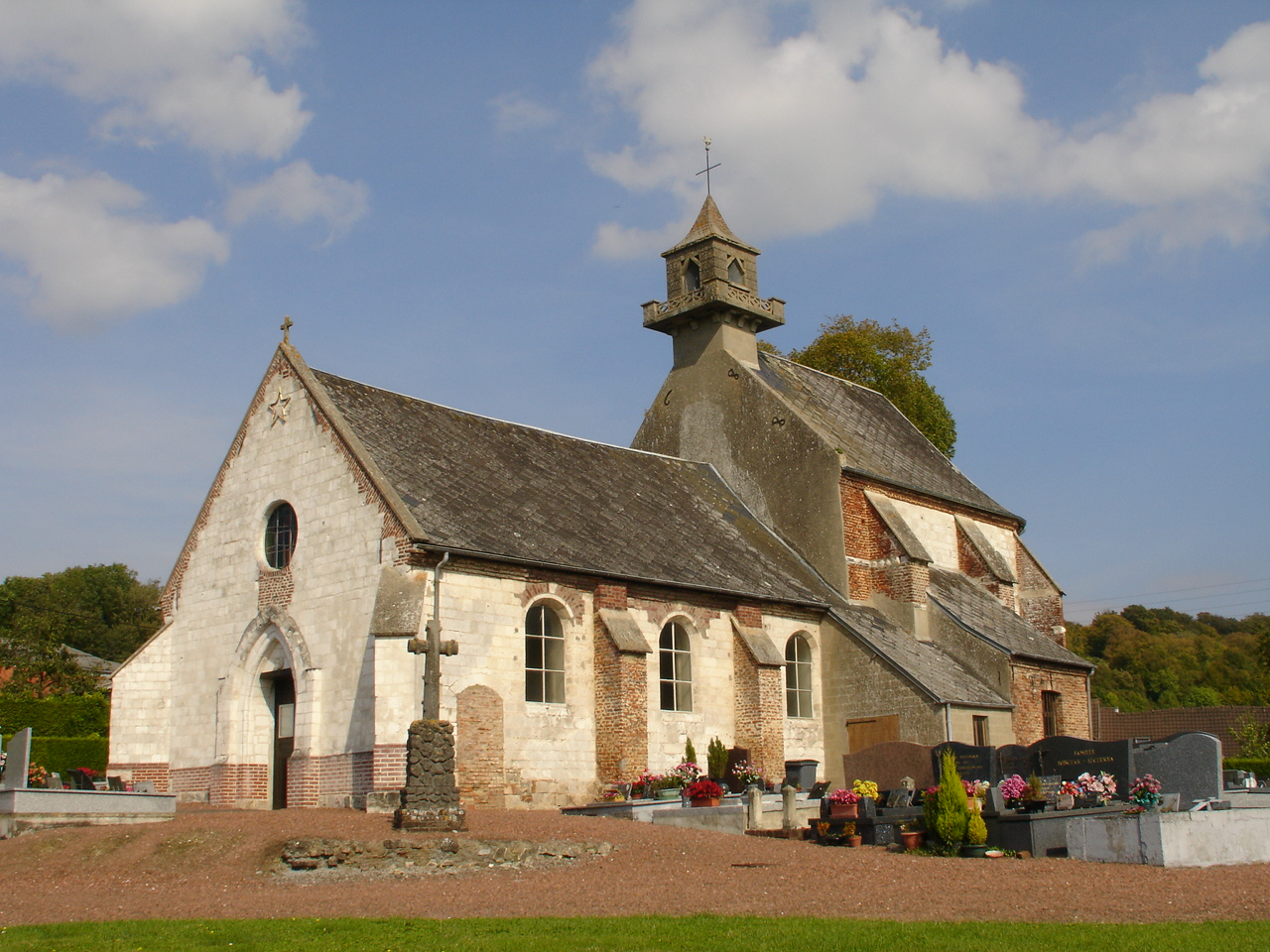
L'église Saint-Vaast.

- La chapelle Notre-Dame du bon secours : fondée au commencement du XIVe siècle pour recevoir la statue de la mère de Dieu que des bergers de ce village venaient de trouver dans un buisson, à l'extrémité du terroir, vers Bouquemaison le seigneur de Bouret, qui était alors un sire de Chatillon, comte de Saint-Pol, la fit construire en 1317, sur le haut de la côte qui domine la vallée de la Canche il lui donna un chapelain et pourvut à son entretien en lui concédant, à titre de fondation : 1° un manoir qui servit de presbytère, 2°  une partie de bois  3° quelques arpents de terre sur Bouret (un terrier de la seigneurie de ce village pour l'année 1747, qui est aujourd'hui la propriété de M.G Cappe, nous apprend que la chapelle ci-dessus possédait 14 mesures de terre et bois aux "marquois", vers le bois de la haie comte).

Un pèlerinage s'y établit alors, et malgré les guerres des XV ,XVI, XIIe siècles, il est parvenu jusqu'à nous. Ruinée dans la guerre de 1635, la chapelle de Notre-Dame de Bon Secours fut reconstruite en 1644 par un sire de Hamel nouveau propriétaire de la seigneurie, et depuis elle servit toujours de sépultures aux membres de cette famille. Bien des fois la mère de Dieu y manifesta sa puissance, les béquilles et les autres ex-voto qui ornent le sanctuaire, en disent davantage que nous ne pourrions le faire. Or au XVIe siècle, l'hérésie tentant à pénétrer dans notre beau pays de France, les pèlerins vinrent plus nombreux à la chapelle de Bouret invoquer celle qu'on n'a jamais priée en vain. On fit alors fabriquer des souvenirs de Notre-Dame de Bon secours qui, vendus aux pèlerins, étaient emportés par eux, après avoir reçu la bénédiction du chapelain. L'un de ces souvenirs viens d'être trouvés, en abattant un arbre sur le chemin des pèlerins, entre Frévent et Bouret. Il est en étain, se compose d'une niche gothique surmontée d'un fronton triangulaire, orné de crosses végétales ; ce couronnement est soutenu par des colonnes corinthiennes plates, qui elles-mêmes contiennent des niches ovales renfermant des statues ; celle de droite un ange, et celle de gauche saint Jacques.
La statue de Notre-Dame de Bons-Secours portant l'enfant dieu, occupe la grande niche de ce souvenir. La base est formée par des feuilles d'acanthe repliées et terminées par une écaille.
- Le monument aux morts, commémorant les victimes de la Première et de la Seconde Guerre mondiale, édifiée par le marbrier Matissard et inaugurée en 1921[47].

### Héraldique
| Blason de Bouret-sur-Canche | Blason  | De gueules au pal de vair ; au chef d'or chargé de trois étoiles de sable percées du champ. |
| Blason de Bouret-sur-Canche | Détails | Adopté par la municipalité en 1994.                                                         |

## Pour approfondir